# كل ذرت (شميل)
کل ذرت (بالفارسية: کل ذرت) هي قرية تقع في إيران في قسم شمیل الريفي. يقدر عدد سكانها بـ 375 نسمة بحسب إحصاء 2016.